# Nidalia expansa
Nidalia expansa is een zachte koraalsoort uit de familie Nidaliidae. De koraalsoort komt uit het geslacht Nidalia. Nidalia expansa werd in 1907 voor het eerst wetenschappelijk beschreven door Simpson. 